# Пейнт Тауншип (округ Клеріон, Пенсільванія)
Пейнт Тауншип (англ. Paint Township) — селище (англ. township) в США, в окрузі Клеріон штату Пенсільванія. Населення — 1645 осіб (2020).

## Демографія
Згідно з переписом 2010 року, у селищі мешкало 1699 осіб у 690 домогосподарствах у складі 436 родин. Було 788 помешкань
Расовий склад населення:
| - 96,5 % — білих - 1,1 % — чорних або афроамериканців - 0,8 % — азіатів - 0,5 % — корінних американців |

До двох чи більше рас належало 0,8 %. Частка іспаномовних становила 2,1 % від усіх жителів.
За віковим діапазоном населення розподілялося таким чином: 17,4 % — особи молодші 18 років, 60,1 % — особи у віці 18—64 років, 22,5 % — особи у віці 65 років та старші. Медіана віку мешканця становила 47,7 року. На 100 осіб жіночої статі у селищі припадало 98,7 чоловіків;  на 100 жінок у віці від 18 років та старших — 96,9 чоловіків також старших 18 років.
Середній дохід на одне домашнє господарство становив 64 800 доларів США (медіана — 50 833), а середній дохід на одну сім'ю — 80 258 доларів (медіана — 64 896). Медіана доходів становила 44 250 доларів для чоловіків та 38 036 доларів для жінок. За межею бідності перебувало 10,4 % осіб, у тому числі 6,4 % дітей у віці до 18 років та 9,8 % осіб у віці 65 років та старших.
Цивільне працевлаштоване населення становило 662 особи. Основні галузі зайнятості: освіта, охорона здоров'я та соціальна допомога — 36,3 %, виробництво — 13,0 %, роздрібна торгівля — 10,6 %, публічна адміністрація — 9,2 %.